# Polska Formuła 3
Polska Formuła 3 – rozgrywane w ramach Wyścigowych Samochodowych Mistrzostw Polski wyścigi według przepisów Formuły 3.

## Historia
Pomysł rozegrania w Polsce mistrzostw według przepisów niedrogiej Formuły 3 zrodził się pod koniec lat 50., a same mistrzostwa miały być rozgrywane jednolitymi samochodami napędzanymi silnikami motocykli żużlowych. Jednakże w tym czasie popularność zyskiwała Formuła Junior. W 1961 roku po raz pierwszy zorganizowano w Polsce wyścigi według przepisów tej formuły wyścigowej, a mistrzem został Antoni Weiner ścigający się Rakiem Junior I. W roku 1962 po raz pierwszy zorganizowano osobne mistrzostwa w klasie Formuły Junior, które wygrał Longin Bielak.
W sezonie 1964, podobnie jak w innych krajach europejskich, Formuła Junior została zastąpiona w Polsce Formułą 3. Przepisy zezwalały na stosowanie silników o pojemności do jednego litra. Specjalnie dla tych mistrzostw Jerzy Jankowski opracował samochód Rak 64. Pierwszym mistrzem Formuły 3 został Jankowski, który w 1964 roku wygrał trzy wyścigi. Formułę 3 w ramach WSMP rozgrywano do czasu rozwiązania mistrzostw w 1967 roku. Natomiast w 1968 rozegrano mistrzostwa pod nazwą „Ogólnopolskie wyścigi płaskie Formuły 3”.
Po reaktywacji WSMP w 1972 główną serią wyścigową została Formuła Easter, podobnie jak w innych państwach socjalistycznych. Formuła 3 była rozgrywana w ramach grupy VIII (później VII) wspólnie z samochodami Formuły 1 i Formuły 2. Od 1983 roku wśród samochodów jednomiejscowych były rozgrywane wyłącznie zawody w ramach Formuły Easter i Formuły Polonia.
Formuła 3 powróciła w Polsce jako klasa E2000 w 1995 roku, a pierwszym mistrzem po reaktywacji serii został Jarosław Wierczuk. Po 2008 roku zniesiono mistrzostwa Formuły 3 w Polsce.

## Mistrzowie
Pochyloną czcionką oznaczono mistrzostwa według przepisów Formuły Junior.
| Sezon       | Mistrz                    | Zespół                    | Samochód                                |                           |
| ----------- | ------------------------- | ------------------------- | --------------------------------------- | ------------------------- |
| 1962        | Longin Bielak             | Automobilklub Warszawski  | Rak Junior I-Wartburg                   |                           |
| 1963        | Longin Bielak             | Automobilklub Warszawski  | Rak Junior II-Wartburg                  |                           |
| 1964        | Jerzy Jankowski           | Automobilklub Warszawski  | Rak 64-Wartburg                         |                           |
| 1965        | Longin Bielak             | Automobilklub Warszawski  | Rak 64-Wartburg                         |                           |
| 1966        | Józef Kiełbania           | Automobilklub Radomski    |                                         |                           |
| 1967        | Longin Bielak             | Automobilklub Warszawski  | Rak 66-Wartburg                         |                           |
| 1968        | Longin Bielak             | Automobilklub Warszawski  | Promot-Rak 67-Ford                      |                           |
| 1969 – 1994 | mistrzostw nie rozgrywano | mistrzostw nie rozgrywano | mistrzostw nie rozgrywano               | mistrzostw nie rozgrywano |
| 1995        | Jarosław Wierczuk         | ICL                       | Dallara F393-Fiat Van Diemen RF92-Mugen |                           |
| 1996        | Ryszard Luciński          | Castrol Racing Team       | Reynard 913-Volkswagen                  |                           |
| 1997        | Ryszard Luciński          | Castrol Racing Team       | Dallara F394-Opel                       |                           |
| 1998        | Rafał Podolski            | Automobilklub Kielecki    | Reynard 913-Volkswagen                  |                           |
| 1999        | Ryszard Luciński          | Lotos                     | Dallara F394-Opel                       |                           |
| 2000        | Michał Gil                | Automobilklub Kielecki    | Reynard 913-Volkswagen                  |                           |
| 2001        | Tadeusz Kłosowski         | Lotos                     | Dallara F394-Opel                       |                           |
| 2002        | Michał Gil                | Automobilklub Kielecki    | Reynard 903-Volkswagen                  |                           |
| 2003        | Michał Gil                | Automobilklub Kielecki    | Reynard 903-Volkswagen                  |                           |
| 2004        | Michał Gil                | Norma 2000 Racing Team    | Reynard 903-Volkswagen                  |                           |
| 2005        | Michał Gil                |                           | Reynard 913-Volkswagen                  |                           |
| 2006        | Michał Gil                | Automobilklub Kielecki    | Reynard 913-Volkswagen                  |                           |
| 2007        | Michał Gil                | Automobilklub Kielecki    | Reynard 913-Volkswagen                  |                           |
| 2008        | Maurycy Kochański         | Automobilklub Rzemieślnik | Dallara F395-Mugen                      |                           |